# Discocalyx montana
Discocalyx montana är en viveväxtart som beskrevs av Adolph Daniel Edward Elmer. Discocalyx montana ingår i släktet Discocalyx och familjen viveväxter. Inga underarter finns listade i Catalogue of Life.